# Путилово (Кашинский район)
Пути́лово — деревня в Кашинском районе Тверской области. Входит в состав Письяковского сельского поселения.
Находится в 1,5 км к западу от города Кашина (в 4 км от центра города). Через деревню протекает речка Кисть.
Население по переписи 2002 года — 351 человек, 165 мужчин, 186 женщин.

## В деревне
- Ордена Ленина колхоз «Красный путиловец»
- МОУ Краснопутиловская основная общеобразовательная школа
- МБДОУ Путиловский детский сад
- Путиловский ФАП

Деревня газифицирована, есть центральное водоснабжение и канализация.

## История
По данным 1859 года казённая деревня Путилово, имеет 210 жителей при 24 дворах. Во второй половине XIX — начале XX века деревня относилась Потуповской волости Кашинского уезда Тверской губернии. В 1889 году в ней 44 двора, 181 житель, 28 мужчин деревни занимались отхожими промыслами.
В 1931 году в деревне был организован колхоз «Красный путиловец».
В 1958 году колхоз «Красный путиловец» Эскинского сельсовета Кашинского района Калининской области был представлен на всемирной выставке в Брюсселе. В 1966 году его председатель Алексей Николаевич Белов получил звание Герой Социалистического Труда, а в 1967 году колхоз был награждён орденом Ленина.
В 1997 году в деревне 118 хозяйств, 350 жителей.
Деревня развивается, поскольку и сейчас колхоз «Красный путиловец» остаётся одним из немногих успешно работающих сельхозпредприятий Тверской области.